# Lista de freguesias da Área Metropolitana do Porto
Esta é uma lista de freguesias da Área Metropolitana do Porto, sendo uma sub-região portuguesa pertencendo à região do Norte, ordenadas por município, com os dados sobre o número de habitantes em 2021, a área e a densidade populacional, através dos censos realizados em 2021.
A Área Metropolitana do Porto está dividida em 173 freguesias, dos quais 16 freguesias se encontram no município de Arouca, 4 em Espinho, 7 em Gondomar, 10 na Maia, 4 em Matosinhos, 12 em Oliveira de Azeméis, 18 em Paredes, 7 no Porto, 7 na Póvoa de Varzim, 21 em Santa Maria da Feira, 14 em Santo Tirso, 1 em São João da Madeira, 5 na Trofa, 7 em Vale de Cambra, 4 em Valongo, 21 em Vila do Conde e 15 em Vila Nova de Gaia.
| Freguesia                                                                 | Município            | Habitantes (2021) | Área em km2 | Densidade |
| ------------------------------------------------------------------------- | -------------------- | ----------------- | ----------- | --------- |
| Alvarenga                                                                 | Arouca               | 1’057             | 38,77       | 27        |
| Chave                                                                     | Arouca               | 1’270             | 10,91       | 116       |
| Escariz                                                                   | Arouca               | 2’111             | 17,99       | 117       |
| Fermedo                                                                   | Arouca               | 1’261             | 11,11       | 114       |
| Mansores                                                                  | Arouca               | 1’100             | 14,08       | 78        |
| Moldes                                                                    | Arouca               | 1’126             | 28,01       | 40        |
| Rossas                                                                    | Arouca               | 1’491             | 11,11       | 134       |
| Tropeço                                                                   | Arouca               | 1’086             | 17,84       | 61        |
| Arouca e Burgo                                                            | Arouca               | 5’120             | 15,25       | 336       |
| Cabreiros e Albergaria da Serra                                           | Arouca               | 185               | 31,23       | 6         |
| Canelas e Espiunca                                                        | Arouca               | 1’064             | 35,73       | 30        |
| Covelo de Paivó e Janarde                                                 | Arouca               | 171               | 44,38       | 4         |
| Santa Eulália                                                             | Arouca               | 2’120             | 23,05       | 92        |
| São Miguel do Mato                                                        | Arouca               | 550               | 17,11       | 32        |
| Urrô                                                                      | Arouca               | 900               | 10,79       | 83        |
| Várzea                                                                    | Arouca               | 534               | 1,79        | 298       |
| Paramos                                                                   | Espinho              | 3’127             | 5,87        | 533       |
| Silvalde                                                                  | Espinho              | 6’108             | 5,46        | 1'119     |
| Anta e Guetim                                                             | Espinho              | 11’376            | 7,97        | 1'427     |
| Espinho                                                                   | Espinho              | 10’432            | 21,06       | 495       |
| Baguim do Monte                                                           | Gondomar             | 14’386            | 5,46        | 2'635     |
| Rio Tinto                                                                 | Gondomar             | 51’083            | 9,57        | 5'338     |
| Fânzeres e São Pedro da Cova                                              | Gondomar             | 37’753            | 21,96       | 1'719     |
| Foz do Sousa e Covelo                                                     | Gondomar             | 7’034             | 30,24       | 233       |
| Gondomar (São Cosme), Valbom e Jovim                                      | Gondomar             | 47’422            | 25,44       | 1'864     |
| Melres e Medas                                                            | Gondomar             | 5’295             | 27,81       | 190       |
| Lomba                                                                     | Gondomar             | 1’284             | 13,7        | 94        |
| Águas Santas                                                              | Maia                 | 26’632            | 7,86        | 3'388     |
| Castêlo da Maia                                                           | Maia                 | 18’587            | 19,36       | 960       |
| Cidade da Maia                                                            | Maia                 | 40’534            | 10,8        | 3'753     |
| Milheirós                                                                 | Maia                 | 4’762             | 3,42        | 1'392     |
| Moreira                                                                   | Maia                 | 13’093            | 8,75        | 1'496     |
| Nogueira e Silva Escura                                                   | Maia                 | 8’380             | 9,66        | 867       |
| Pedrouços                                                                 | Maia                 | 11’564            | 2,25        | 5'139     |
| São Pedro Fins                                                            | Maia                 | 1’816             | 5,23        | 347       |
| Vila Nova da Telha                                                        | Maia                 | 6’004             | 6,06        | 991       |
| Folgosa                                                                   | Maia                 | 3’605             | 10,3        | 350       |
| Custóias, Leça do Balio e Guifões                                         | Matosinhos           | 44’045            | 18,16       | 2'425     |
| Matosinhos e Leça da Palmeira                                             | Matosinhos           | 49’034            | 11,28       | 4'347     |
| Perafita, Lavra e Santa Cruz do Bispo                                     | Matosinhos           | 29’646            | 25,22       | 1'175     |
| São Mamede de Infesta e Senhora da Hora                                   | Matosinhos           | 49’832            | 9,01        | 5'531     |
| Carregosa                                                                 | Oliveira de Azeméis  | 3’466             | 14          | 247       |
| Cesar                                                                     | Oliveira de Azeméis  | 3’072             | 5,43        | 566       |
| Fajões                                                                    | Oliveira de Azeméis  | 2’896             | 8,12        | 357       |
| Macieira de Sarnes                                                        | Oliveira de Azeméis  | 1’856             | 3,87        | 479       |
| Ossela                                                                    | Oliveira de Azeméis  | 1’918             | 17,89       | 107       |
| São Martinho da Gândara                                                   | Oliveira de Azeméis  | 1’854             | 8,13        | 228       |
| Nogueira do Cravo e Pindelo                                               | Oliveira de Azeméis  | 5’090             | 12,54       | 406       |
| Oliveira de Azeméis, Santiago de Riba-Ul, Ul, Macinhata da Seixa e Madail | Oliveira de Azeméis  | 20’665            | 25,95       | 796       |
| Pinheiro da Bemposta, Travanca e Palmaz                                   | Oliveira de Azeméis  | 6’735             | 32,76       | 205       |
| Vila de Cucujães                                                          | Oliveira de Azeméis  | 9’962             | 10,42       | 956       |
| Loureiro                                                                  | Oliveira de Azeméis  | 3’638             | 17,13       | 212       |
| São Roque                                                                 | Oliveira de Azeméis  | 5’023             | 7,05        | 712       |
| Aguiar de Sousa                                                           | Paredes              | 1’582             | 22,32       | 71        |
| Astromil                                                                  | Paredes              | 1’067             | 1,39        | 768       |
| Baltar                                                                    | Paredes              | 4’720             | 7,7         | 613       |
| Beire                                                                     | Paredes              | 2’011             | 3,38        | 595       |
| Cete                                                                      | Paredes              | 3’091             | 4,35        | 711       |
| Cristelo                                                                  | Paredes              | 1’761             | 1,15        | 1’531     |
| Gandra                                                                    | Paredes              | 6’966             | 12,06       | 578       |
| Parada de Todeia                                                          | Paredes              | 1’792             | 3,64        | 492       |
| Paredes                                                                   | Paredes              | 20’586            | 21,51       | 957       |
| Rebordosa                                                                 | Paredes              | 8’496             | 11,17       | 761       |
| Recarei                                                                   | Paredes              | 4’479             | 14,9        | 301       |
| Sobreira                                                                  | Paredes              | 4’122             | 21,02       | 196       |
| Sobrosa                                                                   | Paredes              | 2’497             | 4,87        | 513       |
| Vandoma                                                                   | Paredes              | 2’306             | 5,27        | 438       |
| Vilela                                                                    | Paredes              | 4’739             | 3,79        | 1’250     |
| Duas Igrejas                                                              | Paredes              | 3’649             | 4,1         | 890       |
| Lordelo                                                                   | Paredes              | 9’106             | 9,25        | 984       |
| Louredo                                                                   | Paredes              | 1’384             | 2,88        | 481       |
| Bonfim                                                                    | Porto                | 22’978            | 3,05        | 7’534     |
| Campanhã                                                                  | Porto                | 29’666            | 8,13        | 3’649     |
| Ramalde                                                                   | Porto                | 38’847            | 5,68        | 6’839     |
| Aldoar, Foz do Douro e Nevogilde                                          | Porto                | 29’085            | 7,36        | 3’952     |
| Cedofeita, Santo Ildefonso, Sé, Miragaia, São Nicolau e Vitória           | Porto                | 37’430            | 5,43        | 6’893     |
| Lordelo do Ouro e Massarelos                                              | Porto                | 27’911            | 5,34        | 5’227     |
| Paranhos                                                                  | Porto                | 45’883            | 6,67        | 6’879     |
| Balazar                                                                   | Póvoa de Varzim      | 2’482             | 11,61       | 214       |
| Estela                                                                    | Póvoa de Varzim      | 2’287             | 11,54       | 198       |
| Laundos                                                                   | Póvoa de Varzim      | 1’937             | 8,53        | 227       |
| Rates                                                                     | Póvoa de Varzim      | 2’472             | 13,9        | 178       |
| Póvoa de Varzim, Beiriz e Argivai                                         | Póvoa de Varzim      | 35’435            | 12,6        | 2’812     |
| Aguçadoura e Navais                                                       | Póvoa de Varzim      | 5’389             | 7,4         | 728       |
| Aver-o-Mar, Amorim e Terroso                                              | Póvoa de Varzim      | 14’253            | 16,64       | 857       |
| Argoncilhe                                                                | Santa Maria da Feira | 8’181             | 8,7         | 940       |
| Arrifana                                                                  | Santa Maria da Feira | 6’311             | 6,32        | 999       |
| Escapães                                                                  | Santa Maria da Feira | 3’315             | 5,44        | 609       |
| Fiães                                                                     | Santa Maria da Feira | 7’096             | 6,58        | 1’078     |
| Fornos                                                                    | Santa Maria da Feira | 3’433             | 3,63        | 946       |
| Lourosa                                                                   | Santa Maria da Feira | 8’003             | 5,77        | 1’387     |
| Milheirós de Poiares                                                      | Santa Maria da Feira | 3’594             | 8,93        | 402       |
| Mozelos                                                                   | Santa Maria da Feira | 7’297             | 5,04        | 1’448     |
| Nogueira da Regedoura                                                     | Santa Maria da Feira | 5’723             | 4,87        | 1’175     |
| Paços de Brandão                                                          | Santa Maria da Feira | 4’775             | 3,71        | 1’287     |
| Rio Meão                                                                  | Santa Maria da Feira | 4’813             | 6,47        | 744       |
| Romariz                                                                   | Santa Maria da Feira | 2’739             | 11,07       | 247       |
| Sanguedo                                                                  | Santa Maria da Feira | 3’474             | 4,31        | 806       |
| Santa Maria de Lamas                                                      | Santa Maria da Feira | 4’747             | 3,92        | 1’211     |
| São João de Ver                                                           | Santa Maria da Feira | 11’026            | 16,31       | 676       |
| São Paio de Oleiros                                                       | Santa Maria da Feira | 3’661             | 4,22        | 868       |
| Caldas de São Jorge e Pigeiros                                            | Santa Maria da Feira | 3’688             | 9,83        | 375       |
| Canedo, Vale e Vila Maior                                                 | Santa Maria da Feira | 8’882             | 39,53       | 225       |
| Lobão, Gião, Louredo e Guisande                                           | Santa Maria da Feira | 9’647             | 23,93       | 403       |
| Santa Maria da Feira, Travanca, Sanfins e Espargo                         | Santa Maria da Feira | 19’788            | 23,52       | 841       |
| São Miguel de Souto e Mosteirô                                            | Santa Maria da Feira | 6’481             | 12,35       | 525       |
| Agrela                                                                    | Santo Tirso          | 1’486             | 7,05        | 211       |
| Água Longa                                                                | Santo Tirso          | 2’341             | 14,9        | 157       |
| Aves                                                                      | Santo Tirso          | 7’946             | 6,16        | 1’290     |
| Monte Córdova                                                             | Santo Tirso          | 3’848             | 16,96       | 227       |
| São Tomé de Negrelos                                                      | Santo Tirso          | 3’755             | 6,12        | 614       |
| Rebordões                                                                 | Santo Tirso          | 3’130             | 5,72        | 547       |
| Reguenga                                                                  | Santo Tirso          | 1’427             | 3,93        | 363       |
| Roriz                                                                     | Santo Tirso          | 3’308             | 5,94        | 557       |
| Areias, Sequeiró, Lama e Palmeira                                         | Santo Tirso          | 6’369             | 10,45       | 609       |
| Vila Nova do Campo                                                        | Santo Tirso          | 6’315             | 9,77        | 646       |
| Carreira e Refojos de Riba de Ave                                         | Santo Tirso          | 2’040             | 9,49        | 215       |
| Lamelas e Guimarei                                                        | Santo Tirso          | 1’567             | 11,1        | 141       |
| Santo Tirso, Couto (Santa Cristina e São Miguel) e Burgães                | Santo Tirso          | 20’590            | 23,35       | 882       |
| Vilarinho                                                                 | Santo Tirso          | 3’587             | 5,7         | 629       |
| São João da Madeira                                                       | São João da Madeira  | 22’143            | 7,94        | 2’789     |
| Covelas                                                                   | Trofa                | 1’463             | 16,69       | 88        |
| Muro                                                                      | Trofa                | 1’838             | 5,81        | 316       |
| Alvarelhos e Guidões                                                      | Trofa                | 4’769             | 10,62       | 449       |
| Bougado (São Martinho e Santiago)                                         | Trofa                | 21’374            | 27,48       | 778       |
| Coronado (São Romão e São Mamede)                                         | Trofa                | 9’104             | 9,77        | 932       |
| Arões                                                                     | Vale de Cambra       | 1’169             | 39,78       | 29        |
| Cepelos                                                                   | Vale de Cambra       | 1’157             | 19,27       | 60        |
| Junqueira                                                                 | Vale de Cambra       | 834               | 17,17       | 49        |
| Macieira de Cambra                                                        | Vale de Cambra       | 4’390             | 17,88       | 246       |
| Roge                                                                      | Vale de Cambra       | 1’540             | 16,52       | 93        |
| São Pedro de Castelões                                                    | Vale de Cambra       | 6’831             | 21,48       | 318       |
| Vila Chã, Codal e Vila Cova de Perrinho                                   | Vale de Cambra       | 5’348             | 13,29       | 402       |
| Alfena                                                                    | Valongo              | 14’438            | 15,7        | 525       |
| Ermesinde                                                                 | Valongo              | 39’076            | 7,65        | 5’108     |
| Campo e Sobrado                                                           | Valongo              | 15’276            | 32,27       | 473       |
| Valongo                                                                   | Valongo              | 25’882            | 24,1        | 1’074     |
| Árvore                                                                    | Vila do Conde        | 5’569             | 6,56        | 849       |
| Azurara                                                                   | Vila do Conde        | 2’367             | 2,16        | 1’096     |
| Aveleda                                                                   | Vila do Conde        | 1’224             | 3,7         | 331       |
| Fajozes                                                                   | Vila do Conde        | 1’637             | 5,96        | 275       |
| Gião                                                                      | Vila do Conde        | 1’659             | 57,66       | 29        |
| Guilhabreu                                                                | Vila do Conde        | 2’190             | 6,46        | 339       |
| Junqueira                                                                 | Vila do Conde        | 1'917             | 6,83        | 281       |
| Labruge                                                                   | Vila do Conde        | 3’000             | 5,07        | 592       |
| Macieira da Maia                                                          | Vila do Conde        | 2’491             | 5,93        | 420       |
| Mindelo                                                                   | Vila do Conde        | 3’988             | 5,74        | 695       |
| Modivas                                                                   | Vila do Conde        | 1’764             | 4,10        | 430       |
| Bagunte, Ferreiró, Outeiro Maior e Parada                                 | Vila do Conde        | 2’662             | 21,86       | 122       |
| Fornelo e Vairão                                                          | Vila do Conde        | 2’411             | 9,97        | 242       |
| Malta e Canidelo                                                          | Vila do Conde        | 2’221             | 5,47        | 406       |
| Retorta e Tougues                                                         | Vila do Conde        | 2’044             | 6,55        | 312       |
| Rio Mau e Arcos                                                           | Vila do Conde        | 2’643             | 15,7        | 168       |
| Touguinha e Touguinhó                                                     | Vila do Conde        | 3’346             | 7,72        | 433       |
| Vilar e Mosteiró                                                          | Vila do Conde        | 2’398             | 7,73        | 310       |
| Vila do Conde                                                             | Vila do Conde        | 29’328            | 149,03      | 197       |
| Vilar de Pinheiro                                                         | Vila do Conde        | 2’562             | 3,78        | 678       |
| Vila Chã                                                                  | Vila do Conde        | 3’404             | 4,81        | 708       |
| Avintes                                                                   | Vila Nova de Gaia    | 10’836            | 9,3         | 1’165     |
| Canidelo                                                                  | Vila Nova de Gaia    | 28’054            | 8,9         | 3’152     |
| São Félix da Marinha                                                      | Vila Nova de Gaia    | 13’560            | 9,1         | 1’490     |
| Grijó e Sermonde                                                          | Vila Nova de Gaia    | 12’018            | 12,99       | 925       |
| Gulpilhares e Valadares                                                   | Vila Nova de Gaia    | 22’322            | 10,61       | 2’104     |
| Mafamude e Vilar do Paraíso                                               | Vila Nova de Gaia    | 52’844            | 10,58       | 4’995     |
| Pedroso e Seixezelo                                                       | Vila Nova de Gaia    | 20’226            | 20,88       | 969       |
| Sandim, Olival, Lever e Crestuma                                          | Vila Nova de Gaia    | 15’956            | 34,16       | 467       |
| Santa Marinha e São Pedro da Afurada                                      | Vila Nova de Gaia    | 34’032            | 6,91        | 4’925     |
| Serzedo e Perosinho                                                       | Vila Nova de Gaia    | 13’745            | 11,97       | 1’148     |
| Vilar de Andorinho                                                        | Vila Nova de Gaia    | 18’003            | 6,52        | 2’761     |
| Oliveira do Douro                                                         | Vila Nova de Gaia    | 22’615            | 6,7         | 3’375     |
| Canelas                                                                   | Vila Nova de Gaia    | 13’918            | 6,9         | 2’017     |
| Arcozelo                                                                  | Vila Nova de Gaia    | 15’144            | 8,5         | 1’782     |
| Madalena                                                                  | Vila Nova de Gaia    | 10’551            | 6,02        | 1’753     |